# Biełonosowa (rejon kamieński)
Biełonosowa (ros. Белоносова) – wieś (dieriewnia) w Rosji, w obwodzie swierdłowskim, w rejonie kamieńskim. W 2021 liczyła 127 mieszkańców.